# Molí de Dalt (Sant Pere de Vilamajor)
El Molí de Dalt és una obra de Sant Pere de Vilamajor (Vallès Oriental) protegida com a Bé Cultural d'Interès Local.

## Descripció
Es tracta d'una construcció de 1258. Trobem un únic cos de planta irregular, de planta semisoterrani i planta pis. A la part posterior de l'edificació tenim el que era la basa del molí, actualment coberta per vegetació.
Les parets de càrrega són de pedra i fang. Dos contraforts, també de pedra i fang, de la façana de la part est donen estabilitat a l'edificació.